# Saitō Hajime
Hajime Saitō (斎藤 一  Saitō Hajime?, ) (Edo, 18 de febrero de 1844 - Tokio,  28 de septiembre  de 1915) fue el capitán de la 3.ª tropa del Shinsengumi. Uno de los pocos que sobrevivieron a las guerras de la Restauración Meiji, era considerado como el capitán más poderoso.
Muy poco se conoce de su vida anterior y de sus orígenes, y mucho de lo que se dijo es contradictorio. Algunos decían que era hijo de un rōnin, otros decían que abandono Edo después de asesinar a una persona (accidentalmente, también se dijo) y se unió al ejército en Kioto.
Como miembro del Shinsengumi, se decía que Saitō era introvertido y misterioso; una descripción común de su forma de ser es que "no era un hombre inclinado a las charlas triviales". Fue el encargado del contraespionaje enemigo (por ejemplo, el caso Itō), y de vigilar otras actividades de inteligencia enemigas. Su controvertida reputación como "héroe" llegó al asesinar a varios miembros corruptos del Shinsengumi y la policía después de la guerra.
Se casó con Takagi Tokio, hija de un daimyō.
Sobre lo que realizó después de prestar sus servicios es conocido que terminó trabajando como conserje en una escuela para mujeres, aunque hay versiones que afirman que después de la guerra, cambió su nombre por Gorō Fujita y trabajó como oficial de la policía, obteniendo un permiso especial para llevar una katana.
Saitō fue un consumado bebedor, esto pudo contribuir a su muerte de úlcera de estómago a la edad de 71 años. No reveló nada de su actividad en el Shinsengumi como Nagakura Shinpachi (el cual escribió un libro) hasta su muerte.

## En la ficción
- El personaje de Hajime Saitō aparece en el anime Rurouni Kenshin (conocido también como Samurai X) como enemigo y a veces aliado del protagonista Kenshin Himura.
- En el anime Gintama tiene una parodia llamada Saitō Shimaru.
- En la película When the Last Sword Is Drawn es interpretado por el actor Kōichi Satō.
- En el anime Hakuouki aparece como Hajime Saito.
- En el juego de móviles Fate/Grand Order aparece como Servant clase Saber.
- En el spin-off de la saga de videojuegos Yakuza, Ryu Ga Gotoku Ishin!,Like a Dragon: Ishin o simplemente Yakuza Ishin, aparece siendo interpretado por el protagonista Kazuma Kiryu (Ya que el juego se sitúa en su época).

- Datos: Q138256
- Multimedia: Saitō Hajime / Q138256